# Qudula
Qudula, również Kudula – miejscowość i gmina w rejon Şəki w Azerbejdżanie. Ma 870 mieszkańców.